# Kożańska Ikona Matki Bożej
Kożańska Ikona Matki Bożej – ikona Matki Bożej przechowywana w cerkwi Podwyższenia Krzyża Pańskiego w Kożanach. Czczona lokalnie jako cudotwórcza.

## Opis
Według historyków sztuki ikona reprezentuje typ Hodigitria. W prawosławnej oraz unickiej tradycji łączy się ją z typem Eleusa (cs. Umilenije) i uznaje za wariant Włodzimierskiej Ikony Matki Bożej.
Ikonę napisano na płótnie naklejonym na deskę olchową. Na ikonie ukazano Matkę Boża zwróconą 3/4 w prawą stronę, z Dzieciątkiem Jezus na lewym ramieniu. Prawa dłoń Maryi znajduje się na wysokości kolan Jezusa. Dzieciątko patrzy wprost na widza, wskazując dwoma palcami prawej ręki w kierunku twarzy matki. W drugiej ręce trzyma zamkniętą księgę. Włosy Dzieciątka są falujące, koloru ciemnobrązowego. Karnacje postaci mają barwę ciemnougrową, z dodatkiem brązu i różu na policzkach. Na ikonę nałożona jest rokokowa koszulka z 1843. Spod niej widoczne są jedynie twarze i dłonie obydwu postaci oraz stopy Dzieciątka. Na głowach Maryi i Dzieciątka znajdują się korony. Na początku XX wieku wizerunek został wstawiony do ozdobnego kiotu. Eksponowany jest dla celów kultowych przed ikonostasem parafialnej cerkwi w Kożanach, po prawej stronie.

## Historia
Obraz datowany jest na I poł. XVII w.. Sławę cudownego zyskał najpóźniej w XVIII stuleciu; wiadomo przy tym, że cerkiew była ośrodkiem szczególnego kultu maryjnego już w wieku XVII, gdy szczególnie uroczyście obchodzone w niej święto Narodzenia Matki Bożej. W protokole wizytacji unickiej cerkwi w Kożanach z 1773 zapisano, iż przy wystawionej w ołtarzu bocznym ikonie maryjnej znajdowały się wota dziękczynne. Wcześniej, w 1761, w parafii kożańskiej powstało bractwo Miłosierdzia Matki Bożej. Kult wizerunku trwał także po synodzie połockim, na którym parafie unickie na Podlasiu włączono do Rosyjskiego Kościoła Prawosławnego.
W latach 70. XIX w. cerkiew w Kożanach, jako stara i zniszczona, została rozebrana, a z materiału uzyskanego w ten sposób zbudowano cerkiew św. Jerzego w Rybołach. Do niej też przeniesiono Kożańską Ikonę Matki Bożej. Nową świątynię w Kożanach wzniesiono dopiero w latach 1883-1886. Po kolejnej dekadzie starań kożańska parafia uzyskała decyzję władz eparchii wileńskiej i litewskiej nakazującą parafii w Rybołach zwrot ikony. Tak też się stało. Od 1906 przy cerkwi w Kożanach powtórnie założono bractwo maryjne.
W momencie wyjazdu prawosławnych mieszkańców Podlasia na bieżeństwo rodzina Oleksiuków z Kożan zabrała ze sobą ikonę, wyjeżdżając w głąb Rosji. Obraz towarzyszył rodzinie, gdy trafiła ona kolejno do Smoleńska i do guberni saratowskiej. Wystawiany był w cerkwiach w Diwowce, a następnie w Jekatierinowce. Po 1918 Oleksiukowie, razem z wizerunkiem, wrócili do wsi. Od tego momentu ikona stale znajduje się w cerkwi w Kożanach.